# Чинто Каомаджоре
Чѝнто Каомаджо̀ре (на италиански: Cinto Caomaggiore; на фриулски: Cint, Чинт, на венециански: Sinto, Синто) е малко градче и община в Северна Италия, провинция Венеция, регион Венето. Разположено е на 11 m надморска височина. Населението на общината е 3282 души (към 2014 г.).